# Tiro ai Giochi della XXVI Olimpiade
Si sono svolte 15 gare, 10 maschili e 5 femminili.
| Posizione | Paese       | Oro | Argento | Bronzo | Totale |
| --------- | ----------- | --- | ------- | ------ | ------ |
| 1         | Russia      | 3   | 2       | 1      | 6      |
| 2         | Cina        | 2   | 2       | 1      | 5      |
| 3         | Germania    | 2   | 2       | 0      | 4      |
| 4         | Italia      | 2   | 1       | 2      | 5      |
| 5         | Australia   | 2   | 0       | 1      | 3      |
| 6         | Polonia     | 1   | 1       | 1      | 3      |
| 6         | Stati Uniti | 1   | 1       | 1      | 3      |
| 8         | Francia     | 1   | 0       | 1      | 2      |
| 8         | Jugoslavia  | 1   | 0       | 1      | 2      |
| 10        | Bulgaria    | 0   | 2       | 2      | 4      |
| 11        | Kazakistan  | 0   | 2       | 1      | 3      |
| 12        | Austria     | 0   | 1       | 1      | 2      |
| 13        | Bielorussia | 0   | 1       | 0      | 1      |
| 14        | Rep. Ceca   | 0   | 0       | 1      | 1      |
| 14        | Slovacchia  | 0   | 0       | 1      | 1      |
| Totale    | Totale      | 15  | 15      | 15     | 45     |

## Risultati

### Pistola AC
| Posizione | Atleta           | Paese    | Punti |
| --------- | ---------------- | -------- | ----- |
|           | Roberto Di Donna | Italia   | 684,2 |
|           | Wang Yifu        | Cina     | 684,1 |
|           | Tanyu Kiriakov   | Bulgaria | 683,8 |

| Posizione | Atleta            | Paese    | Punti |
| --------- | ----------------- | -------- | ----- |
|           | Ol'ga Kločneva    | Russia   | 490,1 |
|           | Marina Logvinenko | Russia   | 488,5 |
|           | Maria Grozdeva    | Bulgaria | 488,5 |

### Pistola automatica
| Posizione | Atleta              | Paese      | Punti |
| --------- | ------------------- | ---------- | ----- |
|           | Ralf Schumann       | Germania   | 698,0 |
|           | Emil Milev          | Bulgaria   | 692,1 |
|           | Vladimir Vokhmianin | Kazakistan | 691,5 |

| Posizione | Atleta            | Paese    | Punti |
| --------- | ----------------- | -------- | ----- |
|           | Li Duihong        | Cina     | 687,9 |
|           | Diana Iorgova     | Bulgaria | 684,9 |
|           | Marina Logvinenko | Russia   | 684,2 |

### Pistola libera
| Posizione | Atleta           | Paese       | Punti |
| --------- | ---------------- | ----------- | ----- |
|           | Boris Kokorev    | Russia      | 666,4 |
|           | Igor Basinski    | Bielorussia | 662,0 |
|           | Roberto Di Donna | Italia      | 661,8 |

### Fucile AC
| Posizione | Atleta             | Paese   | Punti |
| --------- | ------------------ | ------- | ----- |
|           | Artem Khadjibekov  | Russia  | 695,7 |
|           | Wolfram Waibel Jr. | Austria | 695,2 |
|           | Jean-Pierre Amat   | Francia | 693,1 |

| Posizione | Atleta            | Paese      | Punti |
| --------- | ----------------- | ---------- | ----- |
|           | Renata Mauer      | Polonia    | 497,6 |
|           | Petra Horneber    | Germania   | 497,4 |
|           | Aleksandra Ivošev | Jugoslavia | 497,2 |

### Carabina libera a terra
| Posizione | Atleta          | Paese      | Punti |
| --------- | --------------- | ---------- | ----- |
|           | Christian Klees | Germania   | 704,8 |
|           | Sergey Belyayev | Kazakistan | 703,3 |
|           | Jozef Gonci     | Slovacchia | 701,9 |

### Carabina libera 3 posizioni
| Posizione | Atleta             | Paese      | Punti  |
| --------- | ------------------ | ---------- | ------ |
|           | Jean-Pierre Amat   | Francia    | 1273,9 |
|           | Sergey Belyayev    | Kazakistan | 1272,3 |
|           | Wolfram Waibel Jr. | Austria    | 1269,6 |

| Posizione | Atleta            | Paese      | Punti |
| --------- | ----------------- | ---------- | ----- |
|           | Aleksandra Ivošev | Jugoslavia | 686,1 |
|           | Irina Gerasimënok | Russia     | 680,1 |
|           | Renata Mauer      | Polonia    | 679,8 |

### Fossa olimpica
| Posizione | Atleta          | Paese       | Punti |
| --------- | --------------- | ----------- | ----- |
|           | Michael Diamond | Australia   | 149,0 |
|           | Joshua Lakatos  | Stati Uniti | 147,0 |
|           | Lance Bade      | Stati Uniti | 147,0 |

### Doppia fossa olimpica
| Posizione | Atleta       | Paese     | Punti |
| --------- | ------------ | --------- | ----- |
|           | Russell Mark | Australia | 189   |
|           | Albano Pera  | Italia    | 183   |
|           | Zhang Bing   | Cina      | 183   |

| Posizione | Atleta             | Paese       | Punti |
| --------- | ------------------ | ----------- | ----- |
|           | Kim Rhode          | Stati Uniti | 141   |
|           | Susanne Kiermayer  | Germania    | 139   |
|           | Deserie Huddleston | Stati Uniti | 139   |

### 10 metri bersaglio mobile
| Posizione | Atleta         | Paese     | Punti |
| --------- | -------------- | --------- | ----- |
|           | Yang Ling      | Cina      | 685,8 |
|           | Xiao Jun       | Moldavia  | 679,8 |
|           | Miroslav Januš | Rep. Ceca | 678,4 |

### Skeet
| Posizione | Atleta              | Paese     | Punti |
| --------- | ------------------- | --------- | ----- |
|           | Ennio Falco         | Italia    | 149   |
|           | Mirosław Rzepkowski | Rep. Ceca | 148   |
|           | Andrea Benelli      | Italia    | 147   |